# Universität Chiba

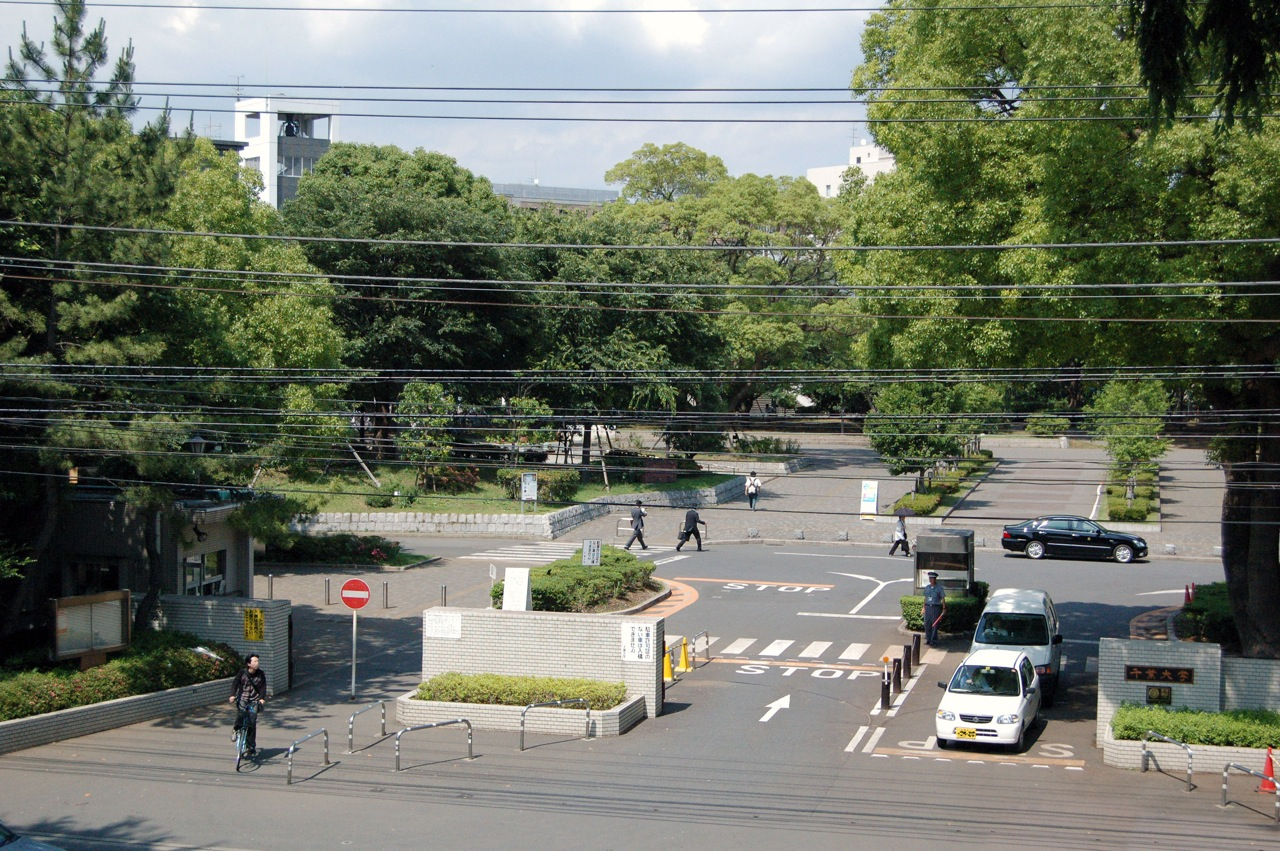
Haupttor vom Nishichiba-Campus

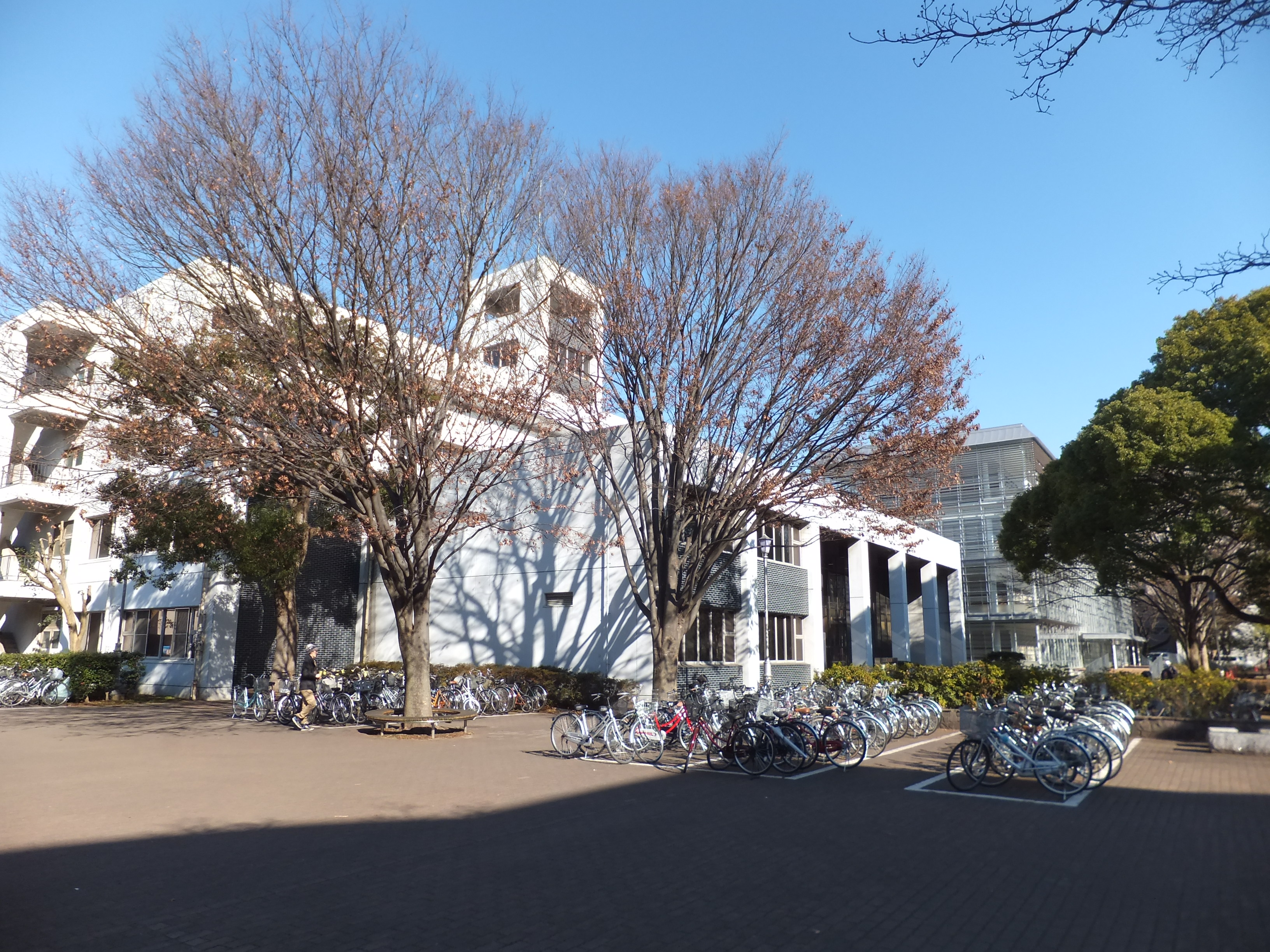
Universitätsbibliothek

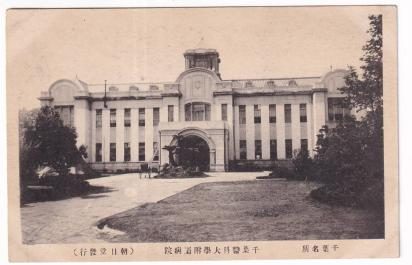
Universität vor dem Pazifikkrieg

Die Universität Chiba (japanisch 千葉大学, Chiba daigaku) ist eine staatliche Universität in Japan. Der Hauptcampus liegt in Inage-ku, Chiba in der Präfektur Chiba.

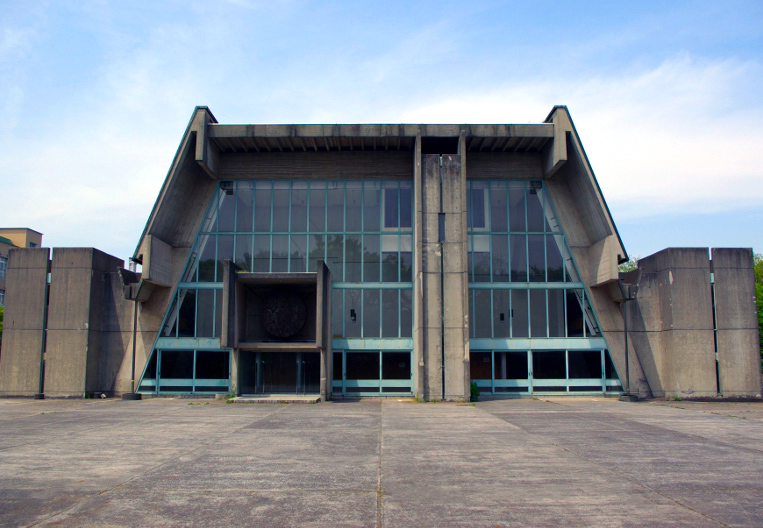
Aula der Medizinischen Fakultät

## Geschichte
Die Universität wurde 1949 durch den Zusammenschluss der fünf staatlichen Schulen gegründet. Die fünf waren:
- die Medizinische Hochschule Chiba (千葉医科大学, Chiba ika daigaku, gegründet 1874),
- die Normalschule Chiba (千葉師範学校, Chiba shihan gakkō, gegründet 1872),
- die Jugend-Normalschule Chiba (千葉青年師範学校, Chiba seinen shihan gakkō in Yotsukaidō, gegründet 1920),
- das Technikum Tokio (東京工業専門学校, Tōkyō kōgyō semmon gakkō in Matsudo, gegründet 1921), und
- die Landwirtschaftsfachschule Chiba (千葉農業専門学校, Chiba nōgyō semmon gakkō in Matsudo, gegründet 1909).

Die Universität hatte zuerst fünf Fakultäten: Liberal Arts, Medizin, Pharmazie, Technik und Gestaltung, und Gartenbau. Damals hatte sie sechs kleine Standorte. 1962 eröffnete sie den neuen Hauptcampus (Nishichiba-Campus).
Die Geschichte der drei Vorgängerinnen ist wie folgt:

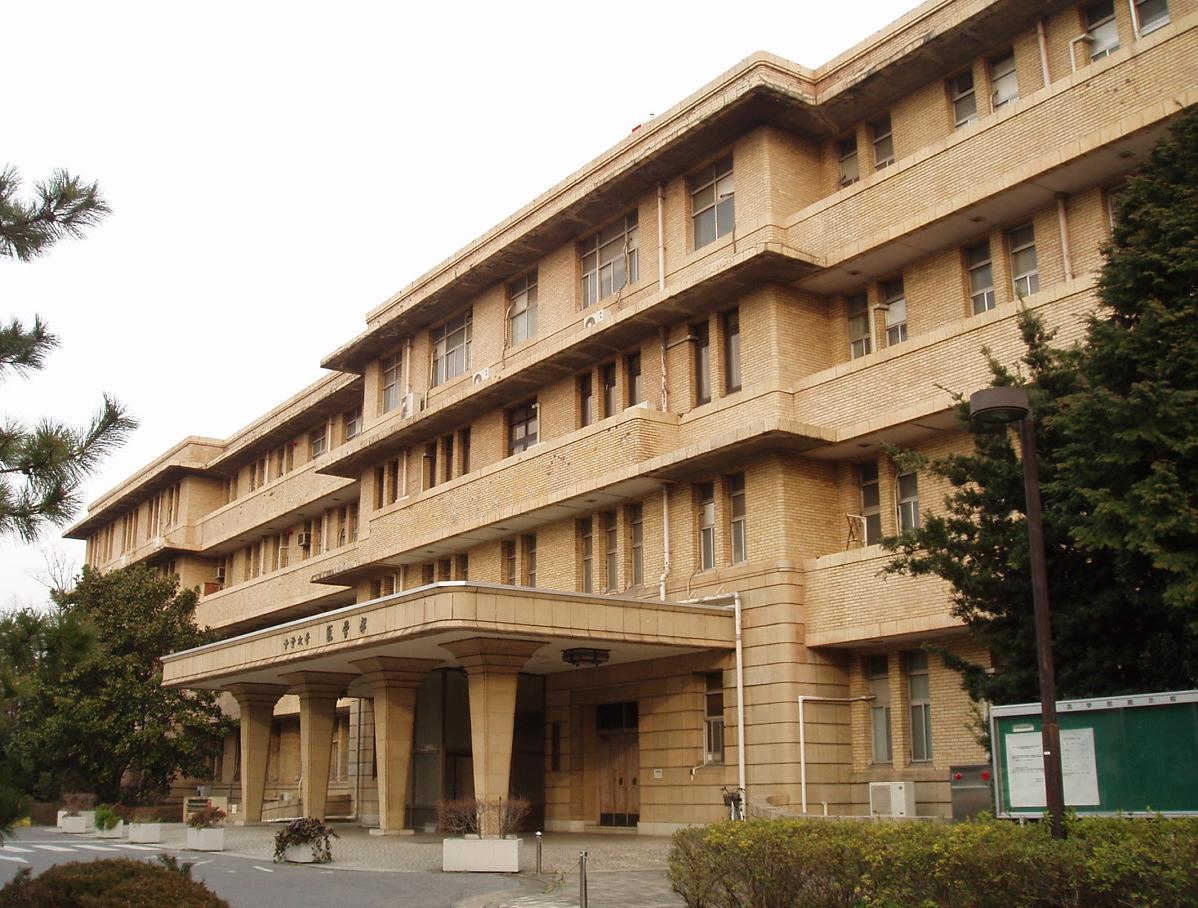
Das Hauptgebäude der Fakultät für Medizin, gebaut 1936

### Die Medizinische Hochschule Chiba
Die Medizinische Hochschule wurde 1874 als Kyōritsu-Krankenhaus (共立病院) gegründet, mit Unterstützung der Stadt Chiba und der nah liegenden Dörfer. 1876 wurde es ein präfekturales Krankenhaus und eröffnete einen Ausbildungskurs für medizinische Erziehung. 1882 wurde der Kurs zur Präfekturalen Medizinischen Schule Chiba (県立千葉医学校, Kenritsu Chiba igakkō).
1887 wurde die Schule zur Medizinischen Fakultät der Ersten Staatlichen Höheren Mittelschule (第一高等中学校医学部), und 1890 zog sie in den heutigen Inohana-Campus. Im gleichen Jahr eröffnete sie die Abteilung für Pharmazie. 1894 wurde sie in Medizinische Fakultät der Ersten Staatlichen Oberschule (第一高等学校医学部) umbenannt.
1901 entwickelte sich die Fakultät zur Medizinischen Fachschule Chiba (千葉医学専門学校, Chiba igaku semmon gakkō) und 1923 dann zur Medizinischen Hochschule Chiba. Das im Jahr 1936 erbaute Hauptgebäude des Klinikums dient noch heute als Hauptgebäude der Fakultät für Medizin.

### Das Technikum Tokio
Gegründet wurde das Technikum Tokio 1921 als Höhere Schule für Technik und Gestaltung Tokio (東京高等工芸学校, Tōkyō kōtō kōgei gakkō), eine Fachschule für Produktdesign. Die Schulgebäude lagen nächst dem Bahnhof Tamachi im heutigen Minato-ku, Tokio. 1944 wurde sie in Technikum Tokio umbenannt und im Mai 1945 während des Pazifikkriegs verlor es die Schulgebäude. Nach dem Krieg zog es in den ehemaligen Campus der Militärschule in Matsudo in der Präfektur Chiba, so war das Technikum 1949 an Gründung der Universität Chiba beteiligt.

### Die Landwirtschaftsfachschule Chiba
Die Landwirtschaftsfachschule Chiba wurde 1909 als Präfekturale Gartenbaufachschule Chiba (千葉県立園芸専門学校, Chiba-kenritsu engei semmon gakkō) gegründet. 1929 wurde sie eine staatliche Fachschule und benannte sich in Höhere Gartenbauschule Chiba (千葉高等園芸学校, Chiba kōtō engei gakkō) um. Sie war die erste und einzige staatliche Gartenbaufachschule in Japan. 1944 wurde sie in Landwirtschaftsfachschule Chiba umbenannt.

## Fakultäten
- Nishichiba-Campus (in Inage-ku, Chiba, 35° 37′ 38,6″ N, 140° 6′ 10″ OKoordinaten: 35° 37′ 38,6″ N, 140° 6′ 10″ O):
  - Fakultät für Geisteswissenschaften
  - Fakultät für Pädagogik
  - Fakultät für Rechts- und Wirtschaftswissenschaften
  - Fakultät für Naturwissenschaften
  - Fakultät für Pharmazie
  - Fakultät für Ingenieurwissenschaften

- Inohana-Campus (in Chūō-ku, Chiba, 35° 36′ 15,2″ N, 140° 7′ 50,8″ O):
  - Fakultät für Medizin
  - Fakultät für Pflegewissenschaft
  - (Fakultät für Pharmazie)

- Matsudo-Campus (in Matsudo, 35° 46′ 32,9″ N, 139° 54′ 2,9″ O):
  - Fakultät für Gartenbau